# Жудыцкие
Жудыцкие (пол. Żudycki) — старинный польско-русский дворянский род герба Любич.
История рода этой фамилии восходит к XVII веку и начинается от Максентия Жудыцкого, который был жалован привилегией польского короля Сигизмунда III в 1619 году.

## Описание герба
В лазоревом щите золотая подкова, обращённая шипами вниз. На ней крест с широкими концами. В середине подковы такой же крест.
Щит увенчан дворянским коронованным шлемом. Нашлемник: золотая подкова, на которой крест с широкими концами. Намёт: лазоревый с золотом.
Герб дворянского рода Жудыцких был записан в Часть XII Общего гербовника дворянских родов Всероссийской империи, страница 58.